# Richtlinie 2006/54/EG (Gleichbehandlungsrichtlinie)
Die europäische Richtlinie 2006/54/EG des Europäischen Parlaments und des Rates zur Verwirklichung des Grundsatzes der Chancengleichheit und Gleichbehandlung von Männern und Frauen in Arbeits- und Beschäftigungsfragen ist eine Richtlinie der europäischen Gemeinschaft, zur Geschlechtergleichstellung innerhalb der Europäischen Union.
Die Richtlinie 2006/54/EG ist, wie alle europäischen Richtlinien, an die Mitgliedsstaaten gerichtet und sie muss daher von den einzelnen Mitgliedstaaten in nationales Recht umgesetzt werden.
Die Richtlinie 2006/54/EG fasst die nachfolgend genannten Richtlinien bzw. deren spätere Änderungsrichtlinien (2002/73/EG, 96/97/EG, 98/52/EG) unter Berücksichtigung der dazu ergangenen Rechtsprechung des EuGH in einer einzigen Richtlinie zusammen und hebt jene zum 15. August 2009 auf:
- 75/117/EWG zur Angleichung der Rechtsvorschriften der Mitgliedstaaten über die Anwendung des Grundsatzes des gleichen Entgelts für Männer und Frauen,[4]
- 76/207/EWG zur Verwirklichung des Grundsatzes der Gleichbehandlung von Männern und Frauen hinsichtlich des Zugangs zur Beschäftigung, zur Berufsbildung und zum beruflichen Aufstieg sowie in Bezug auf die Arbeitsbedingungen,[5]
- 86/378/EWG zur Verwirklichung des Grundsatzes der Gleichbehandlung von Männern und Frauen bei den betrieblichen Systemen der sozialen Sicherheit und[6]
- 97/80/EG über die Beweislast bei Diskriminierung aufgrund des Geschlechts.[7]